# Дженкинс, Пол (художник)
Пол Дженкинс (англ. Paul Jenkins, полное имя William Paul Jenkins; 12 июля 1923, Канзас-Сити — 9 июня 2012, Нью-Йорк) — американский художник и скульптор, представитель абстрактного экспрессионизма.

## Жизнь и творчество
Родился 12 июля 1923 года в Канзас-Сити, штат Миссури, где и вырос.
В юности он познакомился с Фрэнком Райтом, который по поручению двоюродного брата Пола — преподобного Барриса Дженкинса (Burris Jenkins), который восстанавливал после пожара церковь в Канзас-Сити. Но Райт предложил Полу Дженкинсу думать о чём-нибудь другом, а не об искусстве. Также в молодые годы Пол встретился с Томасом Гартом Бентоном и тоже поделился своим намерением стать художником. Сильное влияние на него оказала коллекция произведений искусства музея Нельсона-Аткинса, который в то время назывался William Rockhill Nelson Art Gallery.
Позже переехал в город Struthers, штат Огайо, чтобы жить со своей матерью Надин Херрик (Nadyne Herrick) и отчимом, которые вместе руководили местной газетой Struthers Journal (ныне — Hometown Journal). После окончания школы Пол служил в Морской службе США затем во время Второй мировой войны находился в Военно-морском авиационном корпусе США. После окончания войны, в 1948 году он переехал в Нью-Йорк, где, на основании билля G.I. Bill учился в течение четырёх лет в Лиге студентов-художников Нью-Йорка у Ясуо Куниёси и у Морриса Кантора. За это время он познакомился с Марком Ротко, Джексоном Поллоком, Ли Краснер и Барнеттом Ньюманом. В 1953 году Дженкинс отправился в Европу: проработав три месяца в Таормине на Сицилии, обосновался в Париже. С 1955 года художник делил своё время между Нью-Йорком и Парижем.
Первая его парижская персональная выставка состоялась в 1954 году в студии Поля Факкетти, которая была широко известна тем, что демонстрировала работы художников-абстракционистов того времени. Первая персональная выставка Дженкинса в США состоялась также в 1954 году в новаторской галерее Зои Дюсанн в Сиэтле. Следующая персональная выставка прошла в Нью-Йорке в 1956 году в галерее Martha Jackson Gallery — ведущей галереи того времени. С этой выставки Музей американского искусства Уитни приобрёл картину Дженкинса «Divining Rod». В 1950-х годах Дженкинс приобрёл известность как в Нью-Йорке, так и в Европе благодаря своей ранней абстракции. На выставке группы Гутай, проходившей в галерее Martha Jackson Gallery в 1958 году, Дзиро Ёсихара пригласил Пола Дженкинса работать с Гутай в Осаке; однако Дженкинс отложил реализацию этого предложения до 1964 года. В парижской мастерской художника в 1959 году Пегги Гуггенхайм приобрела работу «Osage», выполненную маслом, впоследствии продолжив коллекционирование работ художника. В этот период времени Дженкинс, которого считали абстрактным экспрессионистом, иногда называл себя «абстрактным феноменистом».
Постепенно, в 1960-х годах, художник перешёл от работы маслом к акрилу. На протяжении этого десятилетия его работы демонстрировались по всему миру — в крупных галереях и музеях Токио, Лондона, Нью-Йорка, Парижа, Амстердама и других местах. В 1963 году он стал владельцем лофта (верхний этаж дома) Виллема де Кунинга на Юнион-сквер в Нью-Йорке, где проработал до конца 2000 года. В 1964 году Дженкинс отправился в Токио на свою выставку в Токийской галерее и работал с группой Гутай в Осаке. Эти работы Дженкинса позже будут показаны на выставке 2009 года, которую курировал Минг Тьямпо (Ming Tiampo) в центре Pollock-Krasner House and Study Center, а затем в галерее Harold B. Lemmerman Gallery университета New Jersey City University. В 2010 году эта выставка отправилась в галерею UB Anderson Gallery Университета штата Нью-Йорк в Буффало. В 1968 году Пол Дженкинс создал ограниченное количество уникальных скульптур из стекла с Эгидио Костантини (Egidio Costantini) в Мурано. Некоторые из этих работ были показаны в 2007 году на выставке Viva Vetro! Glass Alive! Venice and America, 1950—2006.
Следует отметить, что скульптура присутствовала в работах художника ещё в 1950-х, годах снова проявив себя в 1970-х. В 1971 году по приглашению Филиппа Павии (Philip Pavia) для участия в Симпозиуме скульпторов, проходившем в музее Купер-Хьюитт в Нью-Йорке, Пол Дженкинс вырезает 2-тонный кусок французского известняка, который в настоящее время находится в коллекции сада Hofstra Museum Sculpture Garden в Хемпстеде, Нью-Йорк. В это десятилетие художник создал также первую работу «Meditation Mandala» для паркового скульптурного проекта. Она была отлита из бронзы вместе с последующими скульптурами «Shakti Samothrace», «Excalibur» и «Echo Chamber». В этот период времени начинают появляться коллажи — малоизвестный аспект творчества художника, до этого момента практически неизвестный. В 1971—1972 годах в Хьюстонском музее изящных искусств и Музее современного искусства Сан-Франциско состоялась ретроспектива работ Дженкинса на холсте, организованная Джеральдом Норландом (Gerald Nordland) и Филиппом де Монтебелло. А вашингтонская галерея Коркоран инициировала выставку его акварелей, которые путешествовали по всей территории США в течение двух лет. В 1977 году Дженкинс работал акварелью на Карибах и получил большую известность, когда его картины появились в фильме «Незамужняя женщина» Пола Мазурски, номинированного на премию Оскар в 1978 году (в фильме показан задумчивый и бородатый британский художник-абстракционист, которого сыграл актёр Алан Бейтс). Во время пребывания на Карибах в работах художника начинает появляться импасто, что особенно очевидно на его работе «Phenomena Forcing a Passage at the Mark».
В 1980-х годах, продолжая работать акрилом и акварелью, Пол Дженкинс начал создавать элементы скульптуры «Meditation Mandala» из стали, отлитые на заводе в городе Tesuque, штат Нью-Мексико, которые были установлены в саду скульптур музея Hofstra University Museum. На этом же заводе он отлил уникальную бронзовую скульптуру «Four Corners». В 1987 году по инициативе Жана-Луи Мартиноти Парижская опера поставила танцевальную драму «Shaman to the Prism Seen», в которой использовалось прохождение света через призму, а также декорации, созданные Полом Дженкинсом. В эти годы, во время подготовки своей монографии «Anatomy of a Cloud», он создал коллажи в честь французского театрального режиссёра и актёра Жана-Луи Барро; коллажи демонстрировались в посольстве Франции в Нью-Йорке. Американский театральный режиссёр Алан Шнайдер вводит«Anatomy of a Cloud» для изучения в своей актёрской мастерской в Калифорнийском университете в Сан-Диего. За «Anatomy of a Cloud», изданную в Нью-Йорке в 1983 году, художник получил серебряную медаль от клуба Art Directors Club of New York.
В 1990 году по приглашению Аббы Эвана Дженкинс отправился в Израиль, в следующем году посетил Францию, Италию и Японию. В Париже он создал серию оригинальных литографий на камне под названием «Seven Aspects of Amadeus and the Others». В 1991 году полотно Дженкинса «Conjunctions and Annexes» демонстрировалось в Нью-Йорке в галерее Gimpel Weitzenhoffer Gallery, и была издана книга с таким же названием. В 1994 году в Анже PACA организовала выставку его акварелей L’Eau et la Couleur, которая в течение двух лет путешествовала по всей Франции. В 1999 году в музее Hofstra University Museum состоялась выставка работ художника, выполненная на холсте в Нью-Йорке и Париже в период 1954—1960 годов.
В XXI веке Пол Дженкинс продолжал работать и выставляться. В 2000 году Институт американского искусства Батлера в Огайо организовал выставку работ Дженкинса на бумаге «Water and Color». В 2003 году он выставлялся в галерее Redfern Gallery в Лондоне. В 2005 году он создал специальные работы на холсте «New York for As Above So Below» для временной выставки во французских аббатствах: Сильвакан и цистерцианском аббатстве XXII века в Ла-Рок-д’Антерон. В 2005 году во Дворце изящных искусств в Лилле была показана выставка его работ маслом и акварелью «Œuvres Majeures».
В 2007, 2008 и 2009 годах Дженкинс передал около 5000 документов из своего архива в Архив американского искусства Смитсоновского института.
Одна из последних выставок Пола Дженкинса состоялась в 2010 году в новом здании Crocker Art Museum, которая называлась «Paul Jenkins: The Color of Light» — на ней было представлено 50 акварелей, в том числе крупномасштабных, созданных в связи с его танцевально-драматическим спектаклем в Парижской опере, а также несколько избранных картин на холсте.
Умер 9 июня 2012 года на Манхэттене в Нью-Йорке.
В 1964 году Пол Дженкинс женился на художнице Элис Бабер. Этот брак был временем «художественного роста» для них обоих. В этом же году они отправились в Японию, где собрали большое количество работ азиатского искусства. Супруги развелись в 1970 году.